# Чжунду

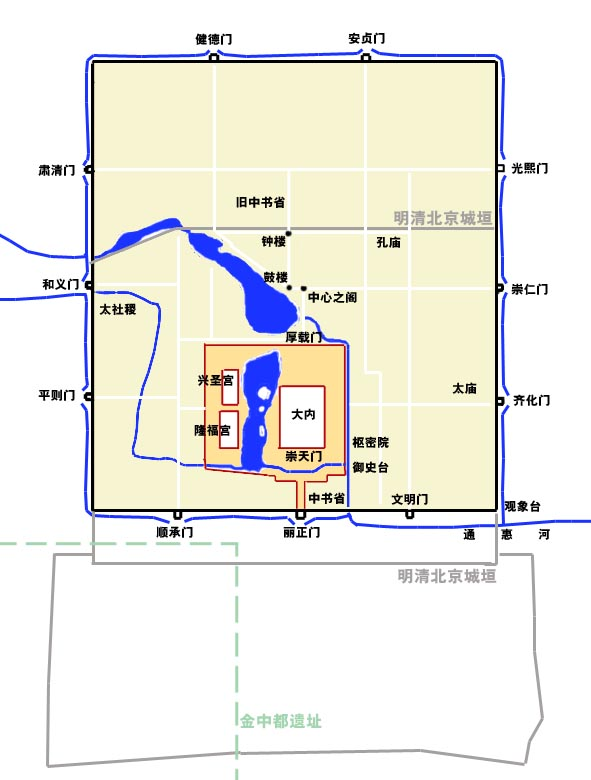
План монгольського Ханбалика. Місце, де знаходився Чжунду, позначено зеленим пунктиром в лівому нижньому кутку.

Чжунду (кит.: 中 都, букв. «Центральна столиця») — столичне місточжурчженської держави Цзінь. Розташовувався на території сучасного пекінського району Сюаньу.

## Історія
Після того, як цзіньський воєначальник Ваньянь Дігунай вбив імператора Сі-цзуна і сам зайняв трон, то в четвертому місяці третього року правління під девізом «Тяньде» (1151) він видав едикт про перенесення столиці з Шанцзіна в Наньцзін (Ляо Наньцзін. Відбудувати нову столицю імператор доручив міністрам Чжан Хао і Су Баохену. Взявши за основу планування північносунської столиці Бяньлян, вони повністю перебудували Наньцзін, розширивши його на схід, захід і південь. Два роки потому будівництво, в якому брало участь до 800 тисяч робітників і до 400 тисяч солдатів, було завершено, і в третьому місяці п'ятого року правління під девізом «Тяньде» (1153) відбулося офіційне перенесення столиці. Місто при цьому було перейменований з «Наньцзін» («Південна столиця») в «Чжунду» («Центральна столиця»), а його повним офіційним найменуванням стало Чжунду Дасінфу (кит.: 中 都 大兴 府). Цзінь скопіювали існуючу в попередній їй державі Ляо систему з п'яти столиць, і крім Центральної столиці в ньому були ще Північна (сучасний повіт Нінчен, що в Чифені в Внутрішній Монголії), Південна (сучасний Кайфен), Східна (сучасний Ляоян) і Західна (сучасний Датун) столиці.
У 1215 Чжунду був взятий військами Чингісхана. Монголи повністю знищили місто. Через півстоліття хан Хубілай побудував в цих місцях свою столицю Ханбалик.

## Опис
Місто мало вигляд прямокутника, периметр якого, відповідно до сучасних обмірів, становив близько 20 км. Стіни сьогодні підносяться на 4,5 м при товщині в підставі 18,5 м. Мережа вулиць ділила внутрішню частину міста на райони і квартали, 12 воріт в мурі були природними закінченнями проспектів. Усередині столиці було побудоване внутрішнє місто, стіни якого (з п'ятьма воротами) тяглися приблизно на 5,5 км. На території внутрішнього міста розташовувалися імператорський палац і найважливіші державні установи. У самому місті було багато палаців, храмів, палат і торгових закладів. Одне з джерел того часу так описує Чжунду:
 Стіни по периметру досягали 75 чи; 12 воріт — з кожного боку по троє … Південні ворота цитаделі мали надбрамну багатоповерхову вежу. Видовище вражаюче. Троє воріт стоять в одну лінію … По кутах височіють багатоярусні вежі. Черепиця на них глазурована, золочені цвяхи, червоні двері, п'ять воріт стоять один за одним. 

У 1192 році міністр при бесіді з імператором сказав, що столиця 
 велична і красива, всередині і поза нею багато садів і гаїв для розсіювання дум царських, а поблизу в горах і біля вод є звірі й птахи, яких достатньо для вправ в полюванні. 